# 10774 Айзенах
10774 Айзенах (10774 Eisenach) — астероїд головного поясу, відкритий 15 січня 1991 року.
Тіссеранів параметр щодо Юпітера — 3,504.